# セバスチャン・ボショフ
セバスチャン・ボショフ（Sebastian Boshoff、2002年7月23日 - ）は、ジャパンラグビーリーグワン豊田自動織機シャトルズ愛知に所属するラグビーユニオン選手。

## 経歴
南アフリカ共和国のラグビー名門校パール男子高等学校出身。
山梨学院大学ラグビー部では、2022年度と2024年度に関東大学ラグビーフットボール連盟　2部のベスト15に選ばれた。
2025年2月4日、ジャパンラグビーリーグワンの豊田自動織機シャトルズ愛知への加入を発表した。同年3月、山梨学院大学卒業。